# Rüstsatz
Un Rüstsatz (al plurale Rüstsätze) era una serie di "kit di modifica" prodotto per gli aerei della Luftwaffe durante la seconda guerra mondiale. Si trattava di uno o più equipaggiamenti (ad esempio armi, apparati radio, impianti di alimentazione) assemblati direttamente dal costruttore degli aeromobili che potevano essere installati sul velivolo con relativa facilità e direttamente sul campo, a seconda delle esigenze di utilizzo.
La denominazione di Rüstsatz riguarda esclusivamente equipaggiamenti forniti per l'installazione a cura delle officine dei singoli reparti; al contrario un set di equipaggiamenti installato direttamente dal costruttore mediante un processo di ricondizionamento dei velivoli effettuato in fabbrica veniva definito con il termine Umrüst-Bausatz, in genere abbreviato in Umbau. 

## Storia
Nel corso del processo relativo al loro sviluppo diversi velivoli furono equipaggiati con questi kit; tra i velivoli più noti si annoverano i caccia Messerschmitt Bf 109, Focke-Wulf Fw 190, Focke-Wulf Ta 152 ed il caccia pesante Messerschmitt Bf 110 ma equipaggiamenti particolari furono studiati anche per bombardieri e caccia notturni.

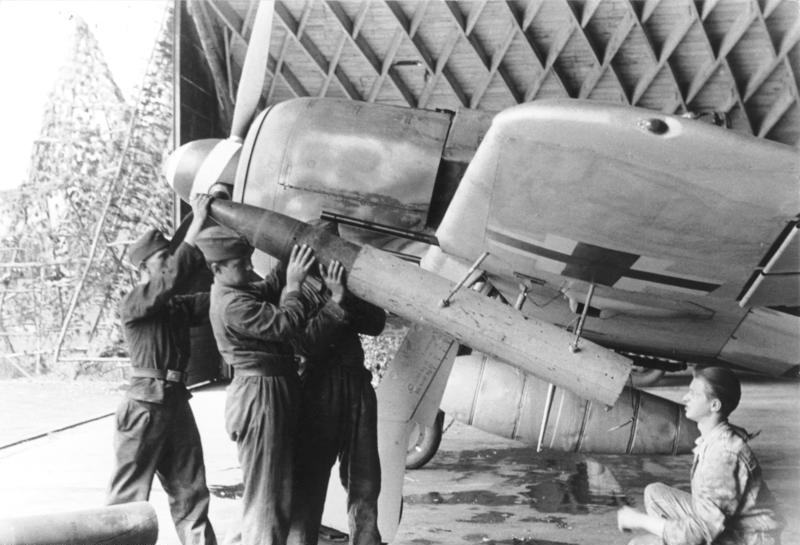
Caricamento del lanciarazzi Werfergranate 21.

Il Reichsluftfahrtministerium (RLM), ovvero il Ministero dell'Aria del Reich, stabilì di identificare un velivolo equipaggiato con un Rüstsatz includendo nella sua denominazione un suffisso composto dalla lettera R seguita da una numerazione progressiva: ad esempio il Focke-Wulf Fw 190 A-4 equipaggiato con il Rüstsatz "R1" assumeva la denominazione "Fw 190 A-4/R1". Allo stesso modo un velivolo equipaggiato con un particolare "Umbau" veniva identificato mediante un suffisso composto dalla lettera U e dal progressivo numerico.
I Rüstsätze generalmente più conosciuti erano costituiti da cannoni o mitragliatrici aggiuntive, spesso montati in gondole sub-alari, bombe e serbatoi supplementari, corazzature addizionali, ma ne furono realizzati anche di meno percepibili all'osservatore esterno quali impianti di alimentazione di additivi al carburante, aggiornamenti dei sistemi radio o elettrici.  Alcuni di questi equipaggiamenti ebbero una diffusione così ampia che finirono per diventare quasi un aggiornamento di serie su alcuni velivoli: ad esempio, il kit "R8" che prevedeva un cannone sparante verso l'alto per l'utilizzo contro i bombardieri (chiamato spesso ufficiosamente Schräge Musik), alla fine fu montato su quasi un terzo dei caccia Messerschmitt Bf 110.
Benché l'equipaggiamento da installare su due diversi velivoli potesse risultasse il medesimo, il numero di identificazione variava in base al velivolo su cui era installato. Così il Rüstsatz costituito da una coppia di lanciarazzi Werfergranate 21 (WGr 21) in alloggiamenti subalari nel Messerschmitt Bf 109 G veniva identificato come "/R2" mentre nel Focke-Wulf 190 era l'"/R6". Il sistema di numerazione risultava peraltro diversificato anche tra singole varianti dello stesso velivolo per cui, ancora sul Focke-Wulf 190, il rüstsatz "/R1" identificava un apparato radio nei velivoli delle varianti A-4 e A-5 mentre era identificativo di una coppia di gondole subalari con due cannoni nelle varianti A-6, A-7 ed A-8.

## Impiego operativo
A titolo di esempio, peraltro non esaustivo, si riportano di seguito alcuni dei Rüstsätze impiegati nel Messerschmitt Bf 109 e nel Focke-Wulf Fw 190, mentre per dettagli relativi ad altri velivoli si rimanda alle singole voci.
Focke-Wulf Fw 190
- R1: consisteva in un miglioramento dell'equipaggiamento radio standard, a cui veniva aggiunto il sistema FuG 16ZE (equipaggiabile su Fw 190 A-4 e A-5)

- R1: consisteva in due cannoni MG 151/20 calibro 20 mm, ognuno dei quali montato in un pod sotto ogni ala (equipaggiabile su Fw 190 A-6, A-7 o A-8)

- R2: consisteva in due cannoni MK 108 calibro 30 mm, ognuno dei quali montato in un pod sotto ogni ala (equipaggiabile sul Fw 190A-6 e A-8)

- R2: consisteva in due cannoni MK 108, ognuno dei quali montato in un'ala (equipaggiabile su Fw 190A-7, A-8 e A-9)

- R2: comprendeva un lanciarazzi WGr (Werfer-Granate) da 21 cm installato al centro della fusoliera ed un cannone MK 108 in ogni ala (equipaggiabile su Fw 190 A-8)

- R3: comprendeva un cannone MK 103 calibro 30 mm per ogni ala (equipaggiabile su Fw 190 A-6 e A-8)

- R4: consisteva in un sistema GM-1 per l'iniezione nel motore di protossido di azoto, che consentiva di incrementarne per un breve lasso di tempo la potenza (equipaggiabile su Fw 190A-6 e A-8)

- R5: consisteva in un serbatoio supplementare da 115 L installato all'interno della fusoliera (equipaggiabile su Fw 190A-8)

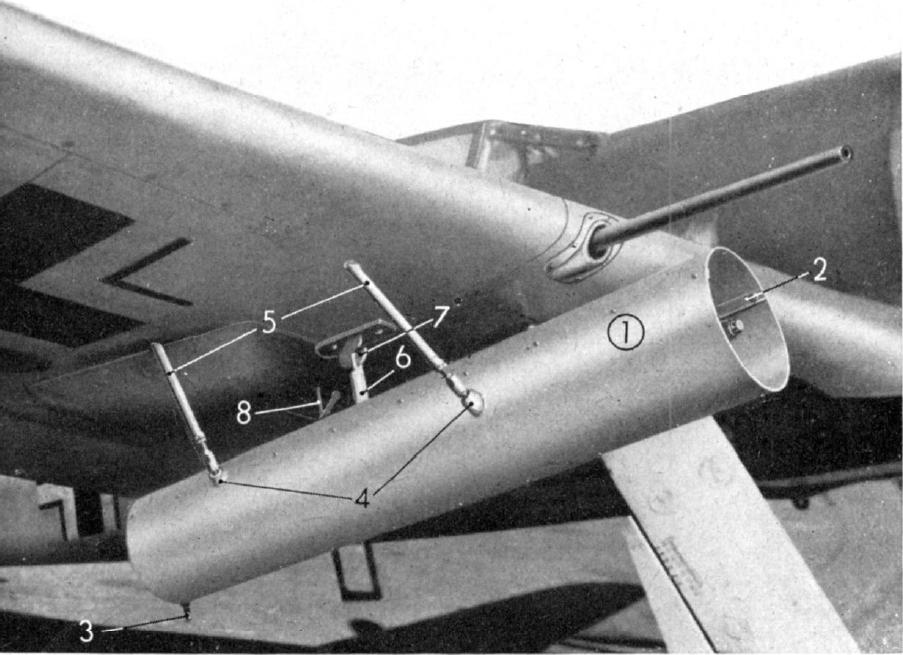
Dettagli sui componenti e meccanismo di aggancio del lanciarazzi Werfergranate 21.

- R6: comprendeva due lanciarazzi Werfergranate 21 da 21 cm, ognuno dei quali montato sotto un'ala (equipaggiabile su Fw 190A-4, A-5, A-6, A-7 e A-8)

- R7: consisteva in corazzature addizionali alla cabina di pilotaggio (equipaggiabile su Fw 190A-6, A-7 e A-8)

- R8: comprendeva due cannoni MK 108 (installati uno per ala) e corazzature addizionali alla cabina di pilotaggio (equipaggiabile su Fw 190 A-8 e A-9)

- R11: comprendeva un sistema radio di direzione del tiro PKS 12, una nuova radio FuG 125 e finestrini riscaldanti anti ghiaccio (equipaggiabile su FW 190A-8 e A-9)

- R12: comprendeva l'equipaggiamento del kit R11 più una coppia di cannoni MK 108, installati uno in ogni ala (equipaggiabile su Fw 190A-8)

Messerschmitt Bf 109
- R1: costituito da una rastrelliera carenata, disposta sotto la fusoliera, per il trasporto di una bomba SC 250

- R2: rastrelliera carenata, disposta sotto la fusoliera, per il trasporto di quattro bombe SC 50

- R3: sistema di aggancio al di sotto della fusoliera per un serbatoio ausiliario di carburante da 300 litri

- R4: sistema di aggancio di un serbatoio ausiliario di carburante da 300 litri al di sotto di ogni semiala

- R5: costituito da due cannoni MK 108 calibro 30 mm, ognuno dei quali montato in un pod sotto ogni semiala

- R6: due cannoni MG151/20 ognuno dei quali montato in una gondola subalare

- R7: equipaggiamento direzionale di navigazione, installato in fusoliera alle spalle del pilota